# Chalan Pago-Ordot
Chalan Pago-Ordot (chamorro: Chalan Pågu-Otdot) är en village (administrativ enhet) i Guam (USA). Den ligger i den centrala delen av Guam, 3 km söder om huvudstaden Hagåtña. Antalet invånare är 6 822. Arean är 14,7 kvadratkilometer. Chalan Pago-Ordot ligger på ön Guam.
Kommunen består av två samhällen; Chalan Pago och Ordot.
Terrängen i Chalan Pago-Ordot är huvudsakligen platt.
Följande finns i Chalan Pago-Ordot:
- Pago Bay (en vik)
- Pago River (ett vattendrag)